# Сє Мен'ю
Сє Мен'ю (кит.: 謝夢雨; нар. 25 лютого 1994, Ебянь-Їський автономний повіт, префектура Лешань, провінція Сичуань) — китайська борчиня вільного стилю, бронзова призерка чемпіонату світу, чемпіонка Азії, срібна та бронзова призерка Кубків світу в командних змаганнях.

## Життєпис
У 2008 році її відібрав тренер Лонг Бу, і вона увійшла до команди провінції Сичуань з боротьби. Через рік її відправили до команди з боротьби Пекінського спортивного університету для подальшого розвитку. Під керівництвом головного тренера національної збірної Сюй Куйюань результативність Сє Мен'ю значно покращилася. 2018 року Сє Мен'ю виграла срібну медаль в командних змаганнях на Кубку світу з боротьби.
Першого серйозного успіху на міжнародному індивідуальному рівні Сє Мен'ю досягла у 2018 році на дебютному домашньому чемпіонаті Азії, де у фіналі вона змогла впевнено здолати чемпіонку минулорічних змагань, японську спортсменку Сакі Ігарасі з рахунком 10-0. Сутичка тривала лише 1 хвилину 27 секунд. Того ж року дебютувала і на чемпіонаті світу, де змоглася дише потрапити до десятки. Але на Кубку світу того ж року в командних змаганнях опустилася на щабель нижче порівняно з минулим роком, здобувши лише бронзову медаль. Через три роки на другому для себе чемпіонаті світу, що відбувся в Белграді, Сє Мен'ю зуміла потрапити до призерів, виборовши бронзову нагороду.

## Спортивні результати на міжнародних змаганнях

### Виступи на Чемпіонатах світу
| Змагання                        | Збірна | Вагова категорія          | Місце  |
| ------------------------------- | ------ | ------------------------- | ------ |
| Чемпіонат світу з боротьби 2019 | КНР    | жіноча боротьба, до 55 кг | 10     |
| Чемпіонат світу з боротьби 2022 | КНР    | жіноча боротьба, до 55 кг | Бронза |

### Виступи на Чемпіонатах Азії
| Змагання                       | Збірна | Вагова категорія          | Місце  |
| ------------------------------ | ------ | ------------------------- | ------ |
| Чемпіонат Азії з боротьби 2019 | КНР    | жіноча боротьба, до 55 кг | Золото |

### Виступи на Кубках світу
| Змагання                    | Збірна | Вагова категорія | Місце  |
| --------------------------- | ------ | ---------------- | ------ |
| Кубок світу з боротьби 2018 | КНР    | команда          | Срібло |
| Кубок світу з боротьби 2019 | КНР    | команда          | Бронза |

### Виступи на інших змаганнях
| Змагання                                       | Збірна | Вагова категорія          | Місце  |
| ---------------------------------------------- | ------ | ------------------------- | ------ |
| Гран-прі «Іван Яригін» 2018                    | КНР    | жіноча боротьба, до 55 кг | Срібло |
| Меморіал Іона Корнеану і Ладислава Сімона 2022 | КНР    | жіноча боротьба, до 57 кг | Бронза |
| Турнір Ібрагіма Мустафи 2023                   | КНР    | жіноча боротьба, до 55 кг | Бронза |

### Виступи на змаганнях молодших вікових груп
| Змагання                                      | Збірна | Вагова категорія          | Місце |
| --------------------------------------------- | ------ | ------------------------- | ----- |
| Чемпіонат світу з боротьби серед юніорів 2013 | КНР    | жіноча боротьба, до 55 кг | 7     |